# Body Bags (film)
Saci de cadavre (în engleză Body Bags) este un film american de antologie de televiziune de comedie de groază din 1993 regizat de John Carpenter. Rolurile principale au fost interpretate de actorii John Carpenter, Tom Arnold și Tobe Hooper.

## Prezentare
Prolog

### "The Gas Station"
În Benzinăria, un elev este angajat să lucreze noaptea la o benzinărie, în timp ce un criminal în serie provoacă teroare în oraș. 

### "Hair"
În Păr, Richard Coberts începe să-și piardă părul și asta îl îngrijorează. El decide să fie supus unei intervenții chirurgicale revoluționare pentru a preveni fenomenul.

### "Eye"
În Ochi, Brent Matthews, un jucător profesionist de baseball, pierde un ochi într-un accident de mașină. I se face un transplantat de la un donator misterios. De atunci a început să aibă viziuni cu scene sângeroase.
Epilog

## Distribuție
"The Morgue"
- John Carpenter - The Coroner (și cadavru)
- Tom Arnold - Morgue Worker #1
- Tobe Hooper - Morgue Worker #2

"The Gas Station"
- Robert Carradine - Bill
- Alex Datcher - Anne
- Wes Craven - Pasty-Faced Man
- Sam Raimi - Dead Bill
- David Naughton - Pete
- Lucy Boryer - Peggy
- George Buck Flower - Stranger
- Peter Jason - Gent
- Molly Cheek - Divorcee

"Hair"
- Stacy Keach - Richard Cobertsa
- David Warner - Dr. Lock
- Sheena Easton - Megan
- Dan Blom - Dennis
- Gregory Nicotero - Man with dog
- Kim Alexis - Woman with Beautiful Hair
- Attila - Man with Beautiful Hair
- Deborah Harry - The Nurse

"Eye"
- Mark Hamill - Brent Matthews
- Twiggy - Cathy Matthews
- John Agar - Dr. Lang
- Roger Corman - Dr. Bregman
- Charles Napier - Baseball Team Manager
- Eddie Velez - Baseball Player